# Xenoblade Chronicles 3
Xenoblade Chronicles 3 (ゼノブレイド3, Zenobureido Surī) est un jeu vidéo d'action et de rôle en monde ouvert développé par Monolith Soft et édité par Nintendo sur Nintendo Switch. Annoncé le 9 février 2022 lors d'une présentation Nintendo Direct, il est sorti le 29 juillet 2022. Il s'agit du quatrième opus de la série Xenoblade Chronicles et du huitième de la méta-série Xeno.
Le jeu propose une narration centrée sur une nouvelle distribution de nouveaux personnages, décrivant les futurs respectifs des mondes présentés dans Xenoblade Chronicles et Xenoblade Chronicles 2.
Un contenu téléchargeable intitulé Xenoblade Chronicles 3: Un Avenir retrouvé (Future Redeemed) est sorti le 26 avril 2023.

## Trame

### Synopsis
Situé après les événements de Xenoblade Chronicles et Xenoblade Chronicles 2, Xenoblade Chronicles 3 se déroule dans le monde d'Aionios, où la nation à la technique mécanique de Keves et la nation dotée de technique magique d'éther d'Agnus sont en guerre l'une contre l'autre. Chacun des habitants d'Aionos sont nés pour se battre contre la nation adverse dans une guerre qui dure depuis une éternité. Le jeu suit deux protagonistes aux nations opposées : Noah, un soldat de Keves et passeur d'âmes accompagné de ses amis d'enfance Lanz et Eunie ; et Mio, une soldate d'Agnus et passeuse d'âmes accompagnée de ses camarades de combat Taion et Sena qui, à la suite de l'obtention d'un pouvoir, l'Ourobouros, va basculer leurs croyances et même leur propre camp les considérera comme des ennemis.

### Personnages

#### Keves
- Noah, soldat de Keves, c'est un passeur d'âme
- Lanz, allié et ami de Noah.
- Eunie, amie d'enfance de Noah.

#### Agnus
- Mio, soldate d'Agnus, c'est une passeuse d'âme.
- Taion, tacticien allié et ami de Mio.
- Sena, alliée amie de Mio.

## Développement
En mai 2018, le créateur de la série Tetsuya Takahashi a présenté un nouveau concept de jeu à Nintendo. Le premier groupe de production, connu pour son travail sur la série Xenoblade Chronicles, a commencé le développement d'un nouveau projet en août 2018 après la fin du développement de Xenoblade Chronicles 2: Torna - The Golden Country. En octobre 2018, la 1re division de production de Monolith Soft, dirigée par Tetsuya Takahashi, a commencé à recruter pour un nouveau projet de jeu de rôle dans le style des précédents titres Xenoblade Chronicles. À partir de 2020, le groupe de production se concentre actuellement sur le renforcement de la marque Xenoblade Chronicles dans un avenir proche, ne laissant aucune place à un jeu à plus petite échelle en dehors de la série. Takahashi a déclaré que bien qu'une suite de Xenoblade Chronicles X soit possible, le prochain jeu pourrait aller dans une direction différente car il s'ennuie souvent avec le dernier projet. En plus de poursuivre une nouvelle direction pour la série, le directeur de la série Koh Kojima a exprimé son intérêt pour la réalisation de Xenoblade Chronicles 3 et Xenoblade Chronicles X2.
Xenoblade Chronicles 3 est initialement annoncé le 9 février 2022, lors d'une présentation Nintendo Direct, pour une sortie prévue en septembre 2022. Le jeu propose une narration décrivant les futurs respectifs des mondes présentés dans Xenoblade Chronicles et Xenoblade Chronicles 2.
Le jour même de l'annonce, un billet publié sur le site officiel de Nintendo par Tetsuya Takahashi, directeur exécutif du jeu, relève des détails sur le développement du jeu. On y retrouve dans les équipes plusieurs personnes ayant travaillé sur les précédents opus de la série Xenoblade Chronicles tels que Masatsugu Saito pour le design des personnages et Koichi Mugitani pour les illustrations du jeu. L'équipe de la composition des musiques est composée de Yasunori Mitsuda, Manami Kiyota, ACE, Kenji Hiramatsu et Mariam Abounnasr.
Le 19 avril 2022, la date de sortie est officialisée dans une nouvelle bande annonce pour le 29 juillet 2022, soit une avance d'un mois et demi sur la fenêtre de lancement annoncée deux mois avant.
Le 22 juin 2022, un Nintendo Direct dédié au jeu est diffusé. D'une vingtaine de minutes, cette présentation dévoile avec plus de détails les personnages, mécaniques et classes de combat ou encore l'intrigue du jeu,. Un pass d'extension est également dévoilé. Celui-ci propose quatre contenus téléchargeables.

## Accueil

### Ventes
Pour sa première semaine de commercialisation au Japon, le jeu s'écoule à 112 728 exemplaires en version physique, battant le record de la franchise établi par Xenoblade Chronicles 2.
Durant ses résultats financiers, Nintendo annonce que Xenoblade Chronicles 3 a réalisé le meilleur démarrage de la série avec 1,72 million d'exemplaires distribués en 2 mois.